# 伊藤花りん
伊藤 花りん (いとう かりん) は日本のサンドアーティスト。
北海道出身。血液型はO型。

## 人物
音楽に合わせ砂で絵を描き、物語を展開させていくパフォーマンス活動をしている。温かい作風で年齢や国籍、文化を問わずに楽しめる作品が多い。イベントによっては子供たちと一緒に描くワークショップを行なっている。サンドパフォーマンス以外には映像、挿画、舞台制作に携わっている。影響を受けた作家はデヴィッド・フィンチャー。

## 来歴
幼少期よりプロのバレエダンサーを目指していたが断念し大学進学。 専攻は心理学。
卒業後上京し、ショートフィルムや演劇、ダンス公演を行いながら表現を模索する。コマ撮りアニメーションの一貫でサンドアートを知り制作を始める。
2012年よりイベントでのパフォーマンスや映像提供を行う。主な出演は表参道コレクション,MOTTAINAIフェスタ、ミッドタウンのお正月、ディズニー・オン・クラシック、林原めぐみ 1st LIVE、KYOTO地球環境の殿堂、ＮＨＫクリエイターズ・ミーティング、福岡アジア文化賞、東京モーターショー等。
東京国際ブックフェアではサウジアラビア大使館ブースを担当し、秋篠宮殿下と紀子様の前でパフォーマンスを行った。当日の様子はサウジアラビアの新聞で特集されている。
2016年より朗読劇やミュージシャンとのコラボレーションを積極的に行い、舞台演出にも携わっている。
2017年には自身初のソロコンサート（ミュージシャン・米山典昭,227 ）を開催。
2021年からサンテグジュペリ「星の王子さま」を題材とした「砂と星のファンタジー（ピアニスト・広瀬悦子、朗読・田中研）」を全国で巡行開催している。

## 主な作品
- おおたえみり「ルネサンスはもうこない」
- 東方神起  「Time Works Wonders」
- 仁摩サンドミュージアム
- 永山尚太 「一人じゃないよ」初回プレス限定特典DVD
- STAR GUiTAR　「Be The Change You Wish」
- LIPHLICH  「Use My illusion I」at Theatre　（OP、ED）
- 江ノ島水族館「海からの贈り物」
- 「みつあみの神様」　原作:今日マチ子　総合プロデューサー: 本広克行　舞台脚本、演出: 藤沢文翁　アニメーション監督: 板津匡覧　出演:諏訪部順一, 花澤香菜,小林裕介　音楽:青葉市子
- 鳴ル銅鑼「夢の痕」
- 「風神の手[5]」道尾秀介　(装丁画)
- 227「children's smile」「闘う者たちへ」
- 持田桐「Ephemeral」
- ウソツキ「響」
- 斉藤和義「Over the Season[6]」

## 出演
- 御茶漬海苔「惨劇館-ブラインド-」
- 山口ヒロキ「ヲ乃ガワ-WONOGAWA-」友情出演